# Wojna snajperów
Wojna snajperów (ang. Target) – amerykański film sensacyjny z 2004 roku w reżyserii Williama Webba. Wyprodukowany przez Westwind Group Inc.

## Opis fabuły
Turcja. Podczas misji amerykański snajper Charlie Snow (Stephen Baldwin) zabija handlarza bronią Lendla Bodnara. Następnie wraca do Stanów Zjednoczonych. Tymczasem brat ofiary, Yevon (Yorgo Constantine), przybywa do Los Angeles, by zemścić się na Charliem. Porywa jego żonę i grozi dzieciom. Snow musi ocalić swoją rodzinę.

## Obsada
- Stephen Baldwin jako Charlie Snow
- James Russo jako Donovan
- Steffani Brass jako Lisa Snow (wymieniona w czołówce jako Stephanie Brass)
- Yorgo Constantine jako Yevon Bodnar
- Deborah Worthing jako Maggie
- Patty McCormack jako Maysie
- Rory Thost jako Sam Snow
- Tammy Trull jako Sunny
- Debra Wilson jako Nolan
- Kenya D. Williamson jako pani Demmings
- Igor Jijikine jako Leather Jacket